# Brent Briscoe
Pour les articles homonymes, voir Briscoe.
Brent Briscoe est un acteur et scénariste américain, né le 21 mai 1961 à Moberly dans le Missouri et mort le 18 octobre 2017 à Los Angeles (Californie).

## Filmographie

### Cinéma
- 1993 : Grey Knight de George Hickenlooper
- 1996 : La Justice au cœur (Sling Blade) : Scooter Hodges
- 1997 : U-Turn de Oliver Stone : Boyd
- 1998 : Un plan simple (A Simple Plan) : Lou Chambers
- 2001 : Driven, de Renny Harlin : Crusher
- 2001 : Mulholland Drive (Mulholland Dr.), de David Lynch : détective Neal Domgaard
- 2001 : Madison de William Bindley
- 2001 : The Majestic de Frank Darabont : sheriff Cecil Coleman
- 2004 : Spider-Man 2 de Sam Raimi : l'éboueur
- 2007 : Dans la vallée d'Elah de Paul Haggis : détective Hodge
- 2007 : Les Messagers (The Messengers) : Plume
- 2008 : Yes Man : Homeless Guy
- 2008 : Benjamin Gates et le livre des secrets (National Treasure 2), de Jon Turteltaub : Michael O'Laughlen
- 2008 : Home of the Giants de Rusty Gorman : Prock
- 2010 : The Killer inside me, de Michael Winterbottom

### Télévision

#### Séries télévisées
- Saison 5 des Experts : épisode 94, En eaux troubles - invité
- Saison 4 de 24 heures chrono : épisode 4, 10h00 - 11h00 - Doug
- Saison 2 de Grey's Anatomy : épisode 5 : Panne d'électricité - Henry Lamott
- Saison 1 de Dr House : épisode 21 : Cours magistral - fermier
- Saison 3 de Parks and Recreation : JJ
- Saison 4 de Brooklyn Nine-Nine : épisode 22 : Matthew Langdon
- Saison 3 de Twin Peaks : détective Dave Macklay